# Glaucis aeneus
Glaucis aeneus là một loài chim trong họ Chim ruồi.